# Mord im Frankfurter Hauptbahnhof 2019

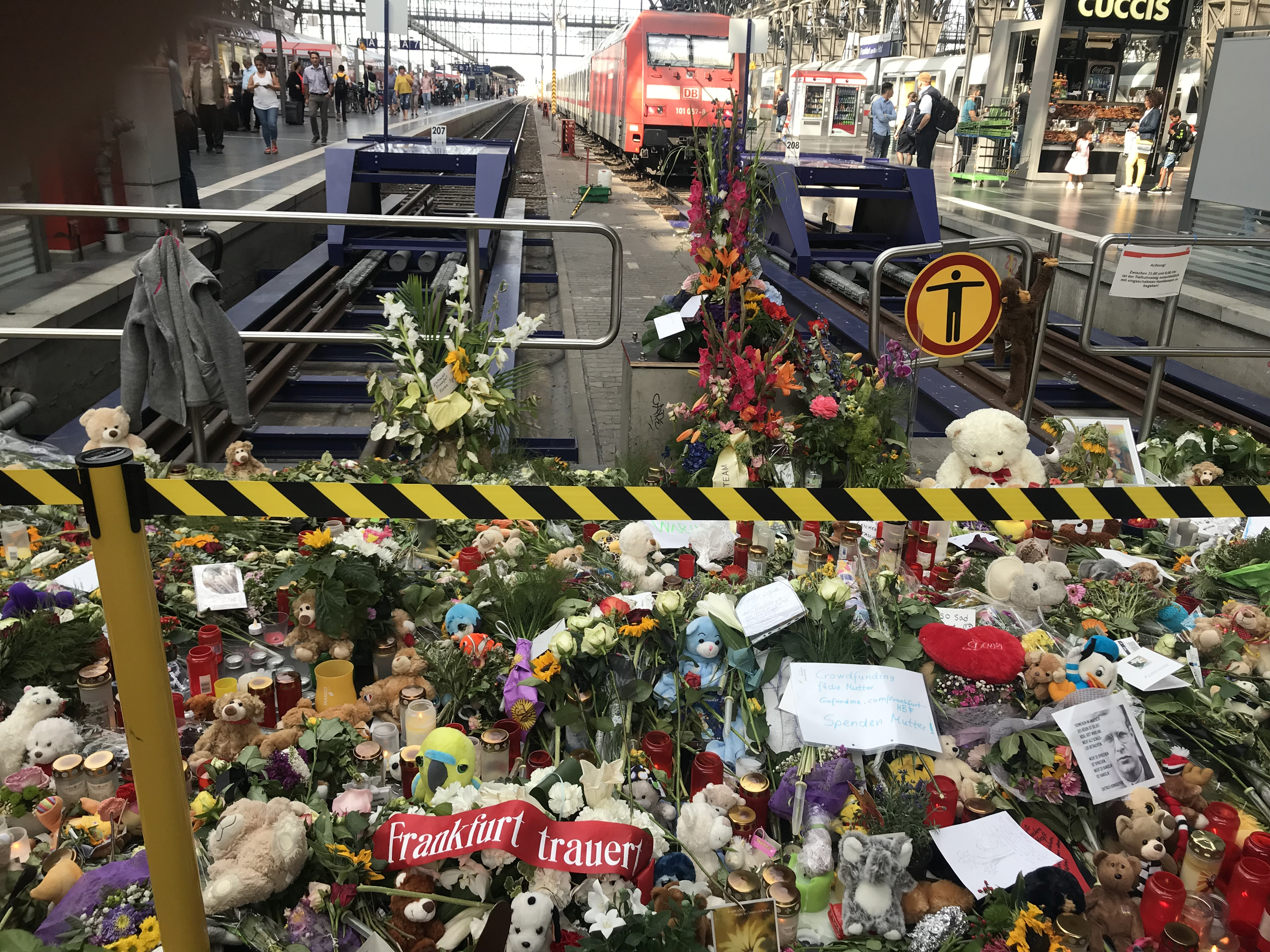
Frankfurt Hauptbahnhof, Gleis 7, Gedenken an den Todesfall

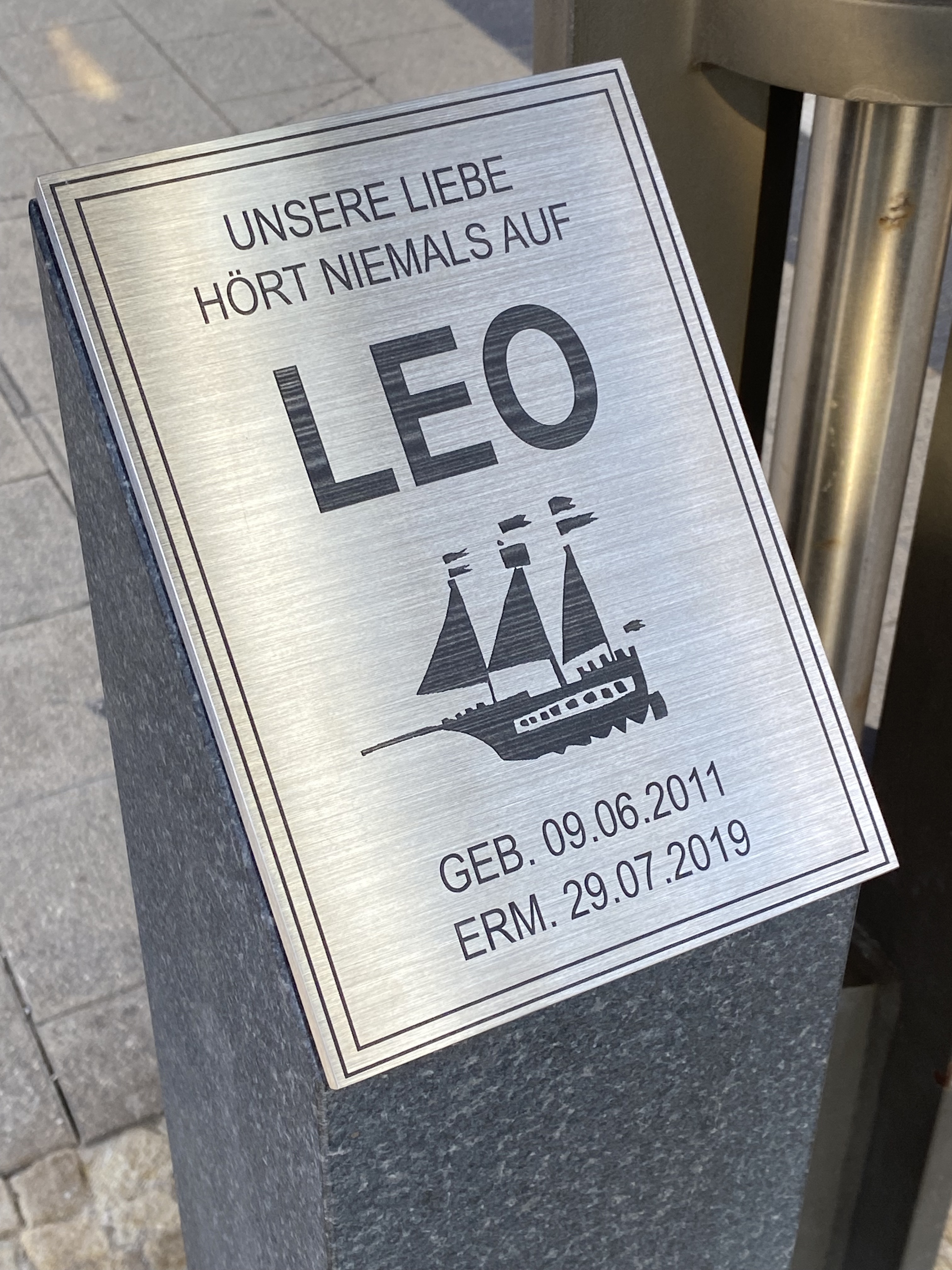
Frankfurt Hauptbahnhof, Gleis 7, Gedenktafel für Leo

Beim Mord im Frankfurter Hauptbahnhof am 29. Juli 2019 in Frankfurt am Main stieß ein Mann eine Mutter und ihren achtjährigen Sohn vor einen einfahrenden Zug. Die Mutter konnte sich in Sicherheit bringen, der Sohn wurde von dem Zug erfasst und dabei tödlich verletzt.
Der Täter, ein in der Schweiz wohnhafter Flüchtling aus Eritrea, wurde festgenommen. Das Landgericht Frankfurt am Main bewertete die Tat als Mord und versuchten Mord, eine Strafe wurde jedoch nicht verhängt, da er wegen der psychischen Krankheit paranoide Schizophrenie schuldunfähig sei.

## Tathergang
Die Auswertung der Videoaufnahmen der Überwachungskameras im Frankfurter Hauptbahnhof ergab, dass sich der spätere Täter bereits am frühen Morgen des 29. Juli 2019 im Bahnhofsgebäude aufhielt. Er schlenderte mehrere Stunden lang mit den Händen in den Hosentaschen immer wieder zwischen der Nord- und der Südseite der Bahnhofshalle hin und her, teilweise verließ er dabei den Hauptbahnhof kurz. Erst kurz vor der Tat ging er plötzlich schneller und bog dann abrupt zu Gleis 7 ab, wo er neun Minuten vor der Tat letztmals von einer Kamera aufgezeichnet wurde. Um kurz vor 10 Uhr stieß er an Gleis 7 eine 40 Jahre alte, auf dem Bahnsteig stehende Mutter und deren achtjährigen Sohn Leo vor einen einfahrenden Intercity-Express (ICE) ins Gleisbett. Obwohl der Zug mit der vorgeschriebenen Geschwindigkeit von 30 km/h in den Hauptbahnhof einfuhr und der Lokführer sofort die Notbremsung einleitete, bestand keine Chance, den Zug rechtzeitig zum Stehen zu bringen. Die Mutter konnte sich noch auf einen schmalen Fußweg zwischen den Gleisen in Sicherheit bringen. Der Junge wurde von dem einfahrenden Zug überrollt und starb noch im Gleisbett. Eine weitere Frau, 78 Jahre alt, wurde ebenfalls von dem Angreifer attackiert, konnte sich jedoch wehren, wurde an der Schulter verletzt und erlitt einen Schock. Der Tatverdächtige, Habte A., floh, wurde jedoch von Passanten verfolgt und konnte durch die Polizei festgenommen werden. Keines der Opfer soll eine Verbindung zum Täter gehabt haben.

## Reaktionen
Der damalige Bundesinnenminister Horst Seehofer kündigte noch am gleichen Tag an, dass er seinen Urlaub unterbrechen werde, um Gespräche mit Verantwortlichen der Sicherheitsbehörden zu führen. Seehofer sicherte zu: „Der Täter wird für die Tat mit allen rechtsstaatlichen Mitteln zur Verantwortung gezogen werden.“ Bundeskanzlerin Angela Merkel äußerte sich nicht zu der Tat und reiste am gleichen Tag per Helikopter in den Sommerurlaub nach Südtirol. Dieser Sachverhalt wurde vereinzelt in der Presse thematisiert, sowie von mehreren Politikern der Alternative für Deutschland scharf kritisiert. Die Co-Vorsitzende der AfD-Bundestagsfraktion Alice Weidel teilte via Twitter mit: „Während ganz Deutschland trauert, hebt Merkel ohne ein Wort der Anteilnahme in den Urlaub ab.“ Die AfD sah sich ihrerseits dem Vorwurf ausgesetzt, die Tat für politische Zwecke instrumentalisieren zu wollen, indem sie versuche, einen Zusammenhang mit Merkels Flüchtlingspolitik herzustellen.
Am 17. August fand am Heimatort von Leos Familie in Glashütten (Taunus) eine Gedenkfeier im Rahmen eines ökumenischen Gottesdienstes statt, an dem auch der Hessische Ministerpräsident Volker Bouffier und die damalige Bürgermeisterin von Glashütten, Brigitte Bannenberg, teilnahmen. Zuvor hatte Bouffier der Familie in einem persönlichen Gespräch seine Anteilnahme bekundet.
Am 3. September hielt der Hessische Landtag auf Antrag der AfD-Landtagsfraktion zu Beginn seiner 17. Sitzung eine Schweigeminute für den getöteten Jungen, die von Landtagspräsident Boris Rhein mit den Worten eingeleitet wurde:

„Am 29. Juli dieses Jahres erschütterte uns ein schrecklicher Mord am Hauptbahnhof in Frankfurt am Main. Ein gerade einmal achtjähriger Junge wurde auf die Gleise gestoßen und verlor sein junges und hoffnungsvolles Leben. Die Grausamkeit der Tat ist monströs, und wir sind immer noch starr vor Schreck und Mitleid. Die sinnlose Gewalt dieser Tat, die von heute auf morgen vieles verändert hat, hat uns alle sprachlos und auch ohnmächtig gemacht. Wir versuchen zu begreifen, was nicht zu fassen ist. Aber wir stellen fest, dass dieser Mord uns an die Grenze dessen führt, was Herz und Verstand verarbeiten können. Lassen Sie uns in einem stillen Gedenken unserer Fassungslosigkeit Ausdruck geben und am Leid der Familie teilnehmen.“

Am Kopfende von Gleis 7 des Hauptbahnhofs wurden nach der Tat von Menschen in großem Umfang Blumen, Kuscheltiere und andere Zeichen der Anteilnahme niedergelegt. Selbst eine Woche nach der Tat beschrieb die Presse diese temporäre Gedenkstätte als Blumenmeer. Rund einen Monat nach der Tat wurde der Gedenkort an Gleis 7 von der Deutschen Bahn abgebaut. Im „Raum der Stille“ der Bahnhofsmission wurde nach der Attacke ein Kondolenzbuch ausgelegt, in das sich Anteilnehmende eintragen konnten. Ein Spendenaufruf zu Gunsten der Hinterbliebenen erbrachte in der ersten Woche über 100.000 Euro.
Im Sommer 2021 wurde auf Wunsch der Familie und nach Abstimmung mit der Deutschen Bahn unmittelbar am Tatort eine Gedenktafel für Leo installiert.
Der SPD-Verkehrspolitiker Martin Burkert bemängelte im Zusammenhang mit dem Vorfall eine „unzureichende Aufsicht“ auf den Bahnsteigen. Jörg Radek von der Gewerkschaft der Polizei sprach sich für Bahnsteigtüren aus. Mehr Polizeikräfte könnten Taten wie in Frankfurt nicht zuverlässig verhindern.
Habte A., so Yonas Gebrehiwet vom Eritreischen Medienbund in der Schweiz, sei der örtlichen eritreischen Gemeinschaft nicht bekannt. Außerdem drückte Gebrehiwet Besorgnis über den ansteigenden Rassismus aus, den die Gemeinschaft nach dem Vorfall erlebte, darunter Hasskommentare im Internet, Beleidigungen und Bedrohungen. Menschen mit eritreischem Hintergrund würden unter Generalverdacht gestellt.

## Täter
Der Täter Habte A. (* 1979) stammt aus Eritrea. Er kam 2006 über Libyen mit einem Fischerboot zunächst nach Italien und reiste unerlaubt in die Schweiz ein. Dort stellte er ein Asylgesuch, das 2008 gutgeheißen wurde. Sechs Jahre lang arbeitete er als Bauschlosser in Aarau. Im Jahre 2011 erhielt A. eine Niederlassungsbewilligung.
Als er wegen ausbleibender Aufträge seine dortige Stelle verlor, war A. zunächst trotz guter Arbeitszeugnisse und Referenzen arbeitslos. 2017 nahm er an einem Integrationsprogramm des Schweizerischen Arbeiterhilfswerks teil und wurde durch diese Unterstützung noch im selben Jahr von den Verkehrsbetrieben Zürich (VBZ), zunächst befristet, angestellt und arbeitete dort in der Karosseriewerkstatt. Der befristete Vertrag wurde mehrfach verlängert, jedoch trotz guter Leistungen zunächst nicht in einen unbefristeten Vertrag überführt. Nach Angaben seines damaligen Job-Coaches war A. deswegen frustriert und resigniert. Es habe eine „Programmmüdigkeit“ vorgelegen, bevor er schließlich doch die gewünschte Festanstellung erhalten habe. Er galt als vorbildlich integriert und ist Mitglied einer christlichen Glaubensgemeinschaft. Sein ehemaliger Job-Coach äußerte, seine konstant gute Arbeitsleistung und die Professionalität seien positiv aufgefallen, und auch sein Vorgesetzter bei der VBZ äußerte sich wohlwollend: „Er ist immer an der Büez (Arbeit) und nicht jemand, der rumplaudert oder rumsteht. Er ist wirklich engagiert und zuverlässig.“
Nach Angaben von Bekannten zeigte A. keinerlei Aggressivität. Bemerkt wurden jedoch psychische Veränderungen, nach denen A. angeblich seit Sommer 2018 Stimmen hörte. Im Januar 2019 wurde A. erstmals wegen psychischer Probleme krankgeschrieben. Bis zur Tat im Juli 2019 arbeitete er nicht mehr.
Sein Hausarzt überwies ihn an einen Psychologen bzw. nach anderen Quellen an einen Psychiater, nachdem der Mediziner Anzeichen für eine psychische Störung „mit Wahnbildung“ festgestellt hatte. A. fürchtete demnach, dass Zugpassagiere und Arbeitskollegen seine Gedanken lesen könnten und auch, dass andere Menschen ihn manipulierten und sein Leben zerstören würden. Er fühlte sich durch Mobiltelefone und elektromagnetische Wellen beeinflusst und gesteuert.
Schwierigkeiten mit der Justiz hatte A. zuvor nicht; die zuständigen Polizeibehörden gaben bekannt, dass in den Jahren seines vorangegangenen Aufenthalts lediglich ein „geringfügiges Verkehrsdelikt“ aktenkundig geworden sei. Am 25. Juli 2019 kam es zum ersten strafrechtlich relevanten Vorfall: A. schloss zunächst seine Frau und seine drei Kinder in ihrer Wohnung ein. Anschließend bat er seine Nachbarin um Geld und begann plötzlich, sie zu würgen und ihr mit einem Messer in der Hand zu drohen, er werde sie töten. Nachdem die beiden Frauen den Vorfall gemeldet hatten, wurde A. von der Kantonspolizei Zürich national zur Fahndung ausgeschrieben. Für beide Frauen sei der Angriff unerwartet gekommen, denn sie hätten ihn „nie so erlebt“. Die Staatsanwaltschaft ging von psychischen Problemen des Täters aus.
Die Kantonspolizei Zürich nahm an, dass bei A. keine extremistischen Motive vorlagen; vielmehr ging man nach ersten Ermittlungen von psychischen Problemen als Ursache für seine strafrechtlich relevanten Taten Ende Juli 2019 aus.

## Strafverfahren
Im Dezember 2019 teilte die Frankfurter Staatsanwaltschaft mit, sie habe keine Anklage gegen Habte A. erhoben, sondern beim Landgericht Frankfurt am Main die Durchführung eines Sicherungsverfahrens nach § 413 StPO zur dauerhaften Unterbringung in der Psychiatrie beantragt. Laut einem psychiatrischen Gutachten leide Habte A. an einer paranoiden Schizophrenie, die als krankhafte seelische Störung zu werten sei. Der Gutachter gehe davon aus, dass Habte A. zur Tatzeit schuldunfähig gewesen sei. In ihrer Antragsschrift wertete die Staatsanwaltschaft die Tat lediglich als Totschlag. A. habe einen Menschen getötet, „ohne Mörder zu sein“. Der Rechtsanwalt der Familie des getöteten Jungen sah hingegen das Mordmerkmal der Heimtücke erfüllt. Er habe die Einstufung der Staatsanwaltschaft mit großer Verwunderung zur Kenntnis genommen und könne sie nicht nachvollziehen. Sowohl er als auch die Eltern seien immer von Mord ausgegangen: „Wenn jemand sein Opfer von hinten mit Anlauf vor einen einfahrenden Zug stößt, dann ist das ein klassischer heimtückischer Mord. Klassischer geht es gar nicht.“
Am 19. August 2020 begann am Landgericht Frankfurt am Main der Prozess um die Tötung. Ein vorliegendes psychiatrisches Gutachten ging von Schuldunfähigkeit aufgrund einer schizophrenen Psychose aus. Dagegen sprachen Videoaufzeichnungen, die A. vor der Tat bei der Beobachtung des Gleises zeigen.
Während des Prozesses kam der psychiatrische Sachverständige erneut zu dem Ergebnis, dass A. schuldunfähig sei. Seine Steuerungsfähigkeit sei zum Tatzeitpunkt aufgehoben gewesen und seine Einsichtsfähigkeit mit hoher Wahrscheinlichkeit auch. A. leide an einer „schweren seelischen Behinderung“ und obwohl er sich seit der Tat in Behandlung befinde, seien von ihm weitere Gewalttaten zu erwarten, möglicherweise auch Tötungsdelikte, sofern er nicht in der geschlossenen Psychiatrie verbleibe. Weil er am Hauptbahnhof Fremde attackiert hatte, sei der potentielle Opferkreis „völlig unvorhersehbar“. Die Staatsanwaltschaft plädierte im Anschluss an das Gutachten auf Totschlag und die Unterbringung in der Psychiatrie. Die Nebenklage plädierte hingegen auf Mord und versuchten Mord, war demnach der Überzeugung, dass A. die Arg- und Wehrlosigkeit seiner Opfer bewusst ausgenutzt hatte (siehe Heimtücke).
Am 28. August 2020 sprach das Landgericht Frankfurt das Urteil. Die Tat sei als Mord an Leo und als versuchter Mord an dessen Mutter zu bewerten, A. jedoch schuldunfähig, da er an einer paranoiden Schizophrenie leide. Den Stoß gegen die 78-jährige Frau wertete das Gericht als Körperverletzung. Das Gericht ordnete für A. die Unterbringung im geschlossenen Maßregelvollzug in einer Psychiatrischen Klinik an. Der Beschuldigte sowie die 78-jährige Nebenklägerin legten gegen das Urteil des Landgerichts Frankfurt jeweils Revision beim Bundesgerichtshof ein. Die Revision der Nebenklägerin richtete sich gegen die rechtliche Einordnung der zu ihrem Nachteil begangenen Tat als Körperverletzung und nicht als Tötungsversuch. Die Revision des Beschuldigten richtete sich gegen die dauerhafte Unterbringung in der geschlossenen Psychiatrie. Mit Beschluss vom 31. August 2021 verwarf der 2. Strafsenat des Bundesgerichtshofes die Revision des Beschuldigten als unbegründet und die Revision der Nebenklägerin als unzulässig, wodurch das Urteil des Landgerichts rechtskräftig wurde.